# Indigofera microcalyx
Indigofera microcalyx är en ärtväxtart som beskrevs av John Gilbert Baker. Indigofera microcalyx ingår i släktet indigosläktet, och familjen ärtväxter. Inga underarter finns listade i Catalogue of Life.